# بريتورن
بريتورن (بالإنجليزية: Breithorn (Lauterbrunnen))‏ هو أحد جبال سلسلة جبال الألب البرنية ويقع في كانتون برن/كانتون فاليز في سويسرا. يحتل المرتبة رقم 41 في قائمة جبال سويسرا من حيث الارتفاع، إذ يبلغ ارتفاعه حوالي 3780 متر، بينما يبلغ ارتفاع نتوء الجبل 443 متر، هذا وقد سجل أول وصول لقمة الجبل عام 1865.